# أبامين
الأبامين (بالإنجليزية: Apamin) هو ذيفان عصبي ببتيدي يتكون من 18 حمض أميني. يُعتبر المكون الأصغر من مكونات سم النحل (الاسم العلمي: Apis mellifera)، وهو السم الوحيد المعروف بقدرته على عبور الحاجز الدموي الدماغي.
يتميز الأبامين بتأثيره العصبي الدقيق، حيث يعمل كحاصر انتقائي لقنوات بوتاسيوم محددة في الجهاز العصبي، مما يجعله أداة قيمة في الأبحاث العلمية لفهم وظائف الخلايا العصبية.

## المصدر والتركيب
يتم عزل الأبامين من سم نحل العسل، حيث يشكل حوالي 2-3% من الوزن الجاف للسم. من الناحية الكيميائية، هو ببتيد قلوي يتألف من 18 حمضًا أمينيًا، ويتميز بتركيب ثلاثي الأبعاد ثابت بفضل وجود جسرين من ثنائي الكبريتيد. هذا التركيب الثابت هو ما يمنحه قدرته على الارتباط الدقيق بأهدافه البيولوجية.

## آلية العمل
يعمل الأبامين كحاصر (Blocker) قوي وانتقائي لنوع محدد من القنوات الأيونية يُعرف باسم قنوات البوتاسيوم صغيرة الناقلية المعتمدة على الكالسيوم (SK channels). هذه القنوات موجودة في غشاء العديد من الخلايا العصبية وتلعب دورًا رئيسيًا في تنظيم استثارتها.
عندما ترتفع نسبة الكالسيوم داخل الخلية العصبية بعد إطلاق الإشارة العصبية، تنفتح قنوات SK لتسمح بخروج أيونات البوتاسيوم، مما يؤدي إلى تهدئة الخلية وإعادتها إلى حالة الراحة (فرط الاستقطاب). يقوم الأبامين بالارتباط بهذه القنوات ومنعها من العمل، وبالتالي لا تتمكن الخلية من تهدئة نفسها بسهولة، مما يؤدي إلى زيادة في استثارتها وإطلاقها للإشارات العصبية.

## التأثيرات البيولوجية والسمية
بسبب تأثيره على استثارة الخلايا العصبية، يؤدي التعرض لجرعات عالية من الأبامين إلى أعراض عصبية حادة، تشمل فرط النشاط، والحركات اللاإرادية، والتشنجات (convulsions). ومع ذلك، فإن تركيزه في لسعة النحل الواحدة منخفض جدًا ولا يسبب هذه التأثيرات الجهازية لدى معظم الناس.

## الأهمية في البحث العلمي
نظرًا لقدرته على الارتباط بقنوات SK بشكل انتقائي ودقيق، أصبح الأبامين أداة بحثية لا تقدر بثمن في مجال علم الأعصاب وعلم الأدوية. يستخدمه العلماء كـ "مسبار جزيئي" لدراسة أماكن وتوزيع ووظائف قنوات SK في الدماغ والجهاز العصبي، وفهم دورها في عمليات مثل التعلم والذاكرة، وفي بعض الأمراض العصبية.